# Ophryocystidae
Famille
Les Ophryocystidae sont une famille de protistes de l’ordre des Arthrogregarida.

## Liste des genres
Selon l'IRMNG (11 septembre 2023) :
- Apicystis Lipa & Triggiani, 1996
- Aranciocystis Bekircan, Cüce, Baki & Tosun, 2017
- Ophryocystis Schneider, 1883